# Roquebrune (Gironde)
Pour les articles homonymes, voir Roquebrune.
Roquebrune est une commune du Sud-Ouest de la France, située dans le département de la Gironde, en région Nouvelle-Aquitaine.

## Géographie

### Localisation
Arrosée par le Dropt qui délimite le territoire communal au nord, la commune se trouve, dans l'est de l'Entre-deux-Mers, à 65 km au sud-est de Bordeaux, chef-lieu du département, à 28 km à l'est-nord-est de Langon, chef-lieu d'arrondissement et à 5,5 km au sud-ouest de Monségur, chef-lieu de canton.

### Communes limitrophes
Les communes limitrophes en sont Coutures au nord-est, Saint-Sulpice-de-Guilleragues à l'est, Fossès-et-Baleyssac à l'extrême sud-est sur à peine 100 m., Saint-Hilaire-de-la-Noaille au sud, Loubens à l'ouest, Mesterrieux au nord-ouest et Neuffons au nord.
| Mesterrieux | Neuffons                    | Coutures                      |
| Loubens     | Roquebrune                  | Saint-Sulpice-de-Guilleragues |
|             | Saint-Hilaire-de-la-Noaille | Fossès-et-Baleyssac           |

### Climat
Pour des articles plus généraux, voir Climat de la Nouvelle-Aquitaine et Climat de la Gironde.
Historiquement, la commune est exposée à un climat océanique aquitain.  
En 2020, Météo-France publie une typologie des climats de la France métropolitaine dans laquelle la commune est exposée à un climat océanique et est dans la région climatique  Aquitaine, Gascogne, caractérisée par une pluviométrie abondante au printemps, modérée en automne, un faible ensoleillement au printemps, un été chaud (19,5 °C), des vents faibles, des brouillards fréquents en automne et en hiver et des orages fréquents en été (15 à 20 jours).
Pour la période 1971-2000, la température annuelle moyenne est de 13 °C, avec une amplitude thermique annuelle de 14,9 °C. Le cumul annuel moyen de précipitations est de 817 mm, avec 11,2 jours de précipitations en janvier et 6,8 jours en juillet. Pour la période 1991-2020, la température moyenne annuelle observée sur la station météorologique la plus proche, située sur la commune de Talence à 11 km à vol d'oiseau, est de 14,3 °C et le cumul annuel moyen de précipitations est de 884,0 mm,. Pour l'avenir, les paramètres climatiques de la commune estimés pour 2050 selon différents scénarios d’émission de gaz à effet de serre sont consultables sur un site dédié publié par Météo-France en novembre 2022.

## Urbanisme

### Typologie
Au 1er janvier 2024, Roquebrune est catégorisée commune rurale à habitat très dispersé, selon la nouvelle grille communale de densité à sept niveaux définie par l'Insee en 2022.
Elle est située hors unité urbaine. Par ailleurs la commune fait partie de l'aire d'attraction de La Réole, dont elle est une commune de la couronne,. Cette aire, qui regroupe 20 communes, est catégorisée dans les aires de moins de 50 000 habitants,.

### Occupation des sols

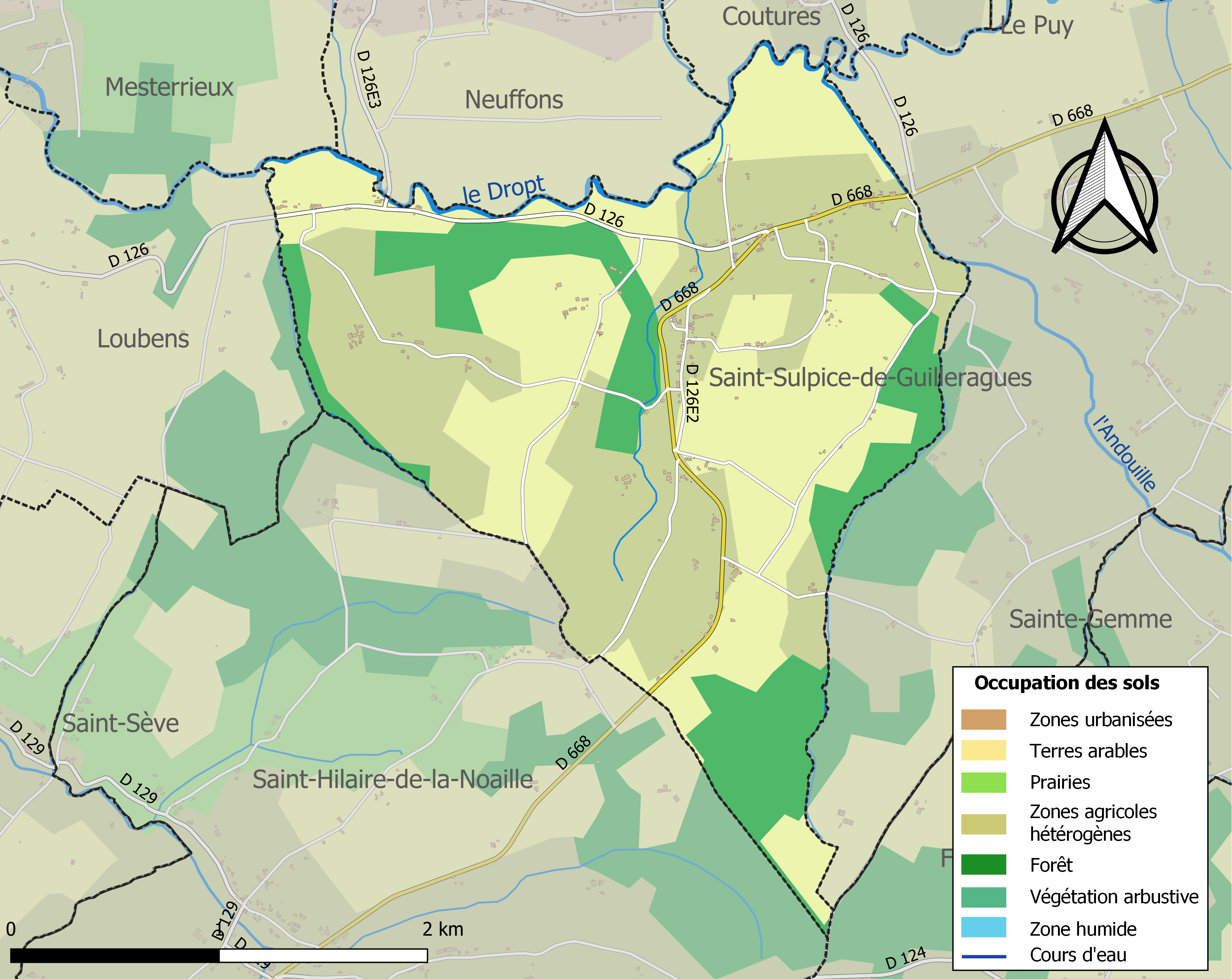
Carte des infrastructures et de l'occupation des sols de la commune en 2018 (CLC).

L'occupation des sols de la commune, telle qu'elle ressort de la base de données européenne d’occupation biophysique des sols Corine Land Cover (CLC), est marquée par l'importance des territoires agricoles (81,9 % en 2018), une proportion sensiblement équivalente à celle de 1990 (81,7 %). La répartition détaillée en 2018 est la suivante : 
zones agricoles hétérogènes (41,3 %), cultures permanentes (28,1 %), forêts (18,1 %), terres arables (12,6 %). L'évolution de l’occupation des sols de la commune et de ses infrastructures peut être observée sur les différentes représentations cartographiques du territoire : la carte de Cassini (XVIIIe siècle), la carte d'état-major (1820-1866) et les cartes ou photos aériennes de l'IGN pour la période actuelle (1950 à aujourd'hui).

### Voies de communication et transports
La commune est traversée, en dehors du bourg proprement dit, par la route départementale D668, ancienne route nationale 668, qui relie La Réole au sud-ouest à Monségur au nord-est et au-delà à Duras (Lot-et-Garonne).
L'autoroute la plus proche est l'autoroute A62 (Bordeaux-Toulouse) dont l'accès no 4, dit de La Réole, est distant de 17 km par la route vers le sud.

L'accès no 1, dit de Bazas, à l'autoroute A65 (Langon-Pau) se situe à 37 km vers le sud-ouest.
La gare SNCF la plus proche est celle, distante de 9 km par la route vers le sud-ouest, de La Réole sur la ligne Bordeaux-Sète du TER Nouvelle-Aquitaine.

### Risques majeurs
Le territoire de la commune de Roquebrune est vulnérable à différents aléas naturels : météorologiques (tempête, orage, neige, grand froid, canicule ou sécheresse), inondations et séisme (sismicité très faible). Un site publié par le BRGM permet d'évaluer simplement et rapidement les risques d'un bien localisé soit par son adresse soit par le numéro de sa parcelle.
Certaines parties du territoire communal sont susceptibles d’être affectées par le risque d’inondation par débordement de cours d'eau, notamment le Dropt et l'Andouille. La commune a été reconnue en état de catastrophe naturelle au titre des dommages causés par les inondations et coulées de boue survenues en 1982, 1988, 1999, 2009 et 2018,.

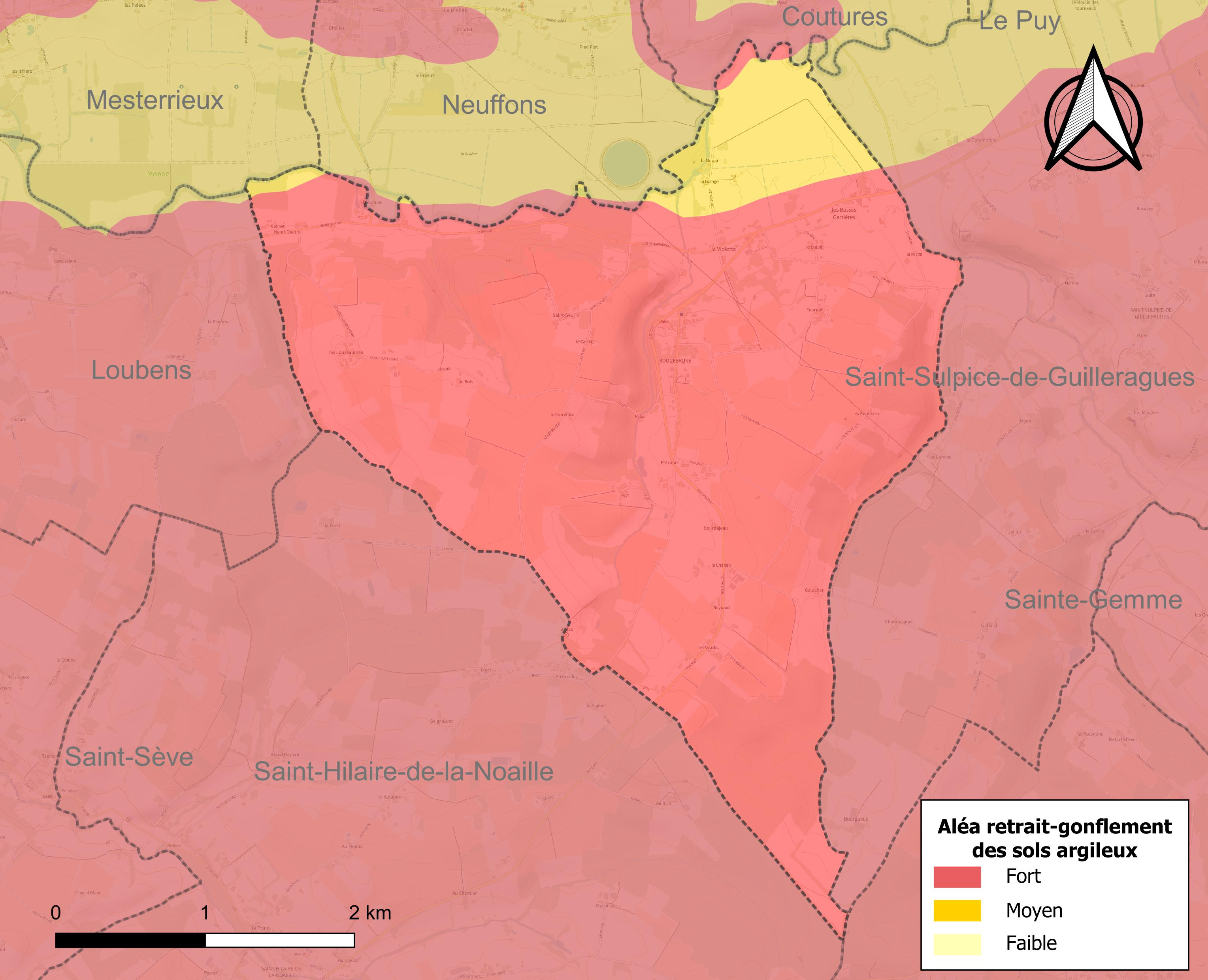
Carte des zones d'aléa retrait-gonflement des sols argileux de Roquebrune.

Le retrait-gonflement des sols argileux est susceptible d'engendrer des dommages importants aux bâtiments en cas d’alternance de périodes de sécheresse et de pluie. La totalité de la commune est en aléa moyen ou fort (67,4 % au niveau départemental et 48,5 % au niveau national). Sur les 134 bâtiments dénombrés sur la commune en 2019, 134 sont en aléa moyen ou fort, soit 100 %, à comparer aux 84 % au niveau départemental et 54 % au niveau national. Une cartographie de l'exposition du territoire national au retrait gonflement des sols argileux est disponible sur le site du BRGM,.
Concernant les mouvements de terrains, la commune a été reconnue en état de catastrophe naturelle au titre des dommages causés par des mouvements de terrain en 1999.

## Toponymie
Le nom de la commune viendrait de l’ancien nom latin rupes bruna, qui signifie « roche brune ».
En gascon, le nom de la commune est Ròcabruna.
Ses habitants sont appelés les Roquebrunais.

## Histoire
À la Révolution, la paroisse Saint-Jean de Roquebrune forme la commune de Roquebrune.

## Politique et administration
| Période                                  | Période   | Identité       | Étiquette | Qualité  |
| ---------------------------------------- | --------- | -------------- | --------- | -------- |
| mars 2001                                | mars 2008 | Paul Granereau |           |          |
| mars 2008                                | mars 2014 | Jean Nouvel    |           |          |
| mars 2014                                | En cours  | Jacky Britton  |           | Retraité |
| Les données manquantes sont à compléter. |           |                |           |          |

### Communauté de communes
Le 1er janvier 2014, la communauté de communes du Monségurais ayant été supprimée, la commune de Roquebrune s'est retrouvée intégrée à la communauté de communes du Réolais en Sud Gironde siégeant à La Réole.

## Démographie
L'évolution du nombre d'habitants est connue à travers les recensements de la population effectués dans la commune depuis 1793. Pour les communes de moins de 10 000 habitants, une enquête de recensement portant sur toute la population est réalisée tous les cinq ans, les populations de référence des années intermédiaires étant quant à elles estimées par interpolation ou extrapolation. Pour la commune, le premier recensement exhaustif entrant dans le cadre du nouveau dispositif a été réalisé en 2006.

En 2022, la commune comptait 281 habitants, en évolution de +2,55 % par rapport à 2016 (Gironde : +6,91 %, France hors Mayotte : +2,11 %).
| 1793 | 1800 | 1806 | 1821 | 1831 | 1836 | 1841 | 1846 | 1851 |
| ---- | ---- | ---- | ---- | ---- | ---- | ---- | ---- | ---- |
| 329  | 308  | 350  | 367  | 352  | 353  | 362  | 326  | 330  |

| 1856 | 1861 | 1866 | 1872 | 1876 | 1881 | 1886 | 1891 | 1896 |
| ---- | ---- | ---- | ---- | ---- | ---- | ---- | ---- | ---- |
| 329  | 339  | 369  | 348  | 335  | 338  | 340  | 345  | 355  |

| 1901 | 1906 | 1911 | 1921 | 1926 | 1931 | 1936 | 1946 | 1954 |
| ---- | ---- | ---- | ---- | ---- | ---- | ---- | ---- | ---- |
| 340  | 305  | 302  | 262  | 270  | 273  | 268  | 261  | 284  |

| 1962 | 1968 | 1975 | 1982 | 1990 | 1999 | 2006 | 2011 | 2016 |
| ---- | ---- | ---- | ---- | ---- | ---- | ---- | ---- | ---- |
| 282  | 258  | 237  | 230  | 213  | 217  | 231  | 246  | 274  |

| 2021 | 2022 | - | - | - | - | - | - | - |
| ---- | ---- | - | - | - | - | - | - | - |
| 282  | 281  | - | - | - | - | - | - | - |

## Culture et patrimoine

### Lieux et monuments
- L'église Saint-Jean-Baptiste fait partie d'une ensemble de bâtiments ayant formé une commanderie construite entre la fin du XIIe et le début du XIIIe siècle ; en partie démolie dans les années 1794-95, elle devient bien communal et fait l’objet d’une restauration en 1809 qui est suivie de deux autres en 1954 et 2000 ; elle est inscrite à l'inventaire des monuments historiques depuis 2002[25],[26].
- La mairie est l'un des bâtiments de cette commanderie[27].
- Un grand porche, avancée couverte, se trouve devant l'église et sert à la fois d'abri devant son portail et de seul accès carrossable vers la mairie, située derrière l'église.

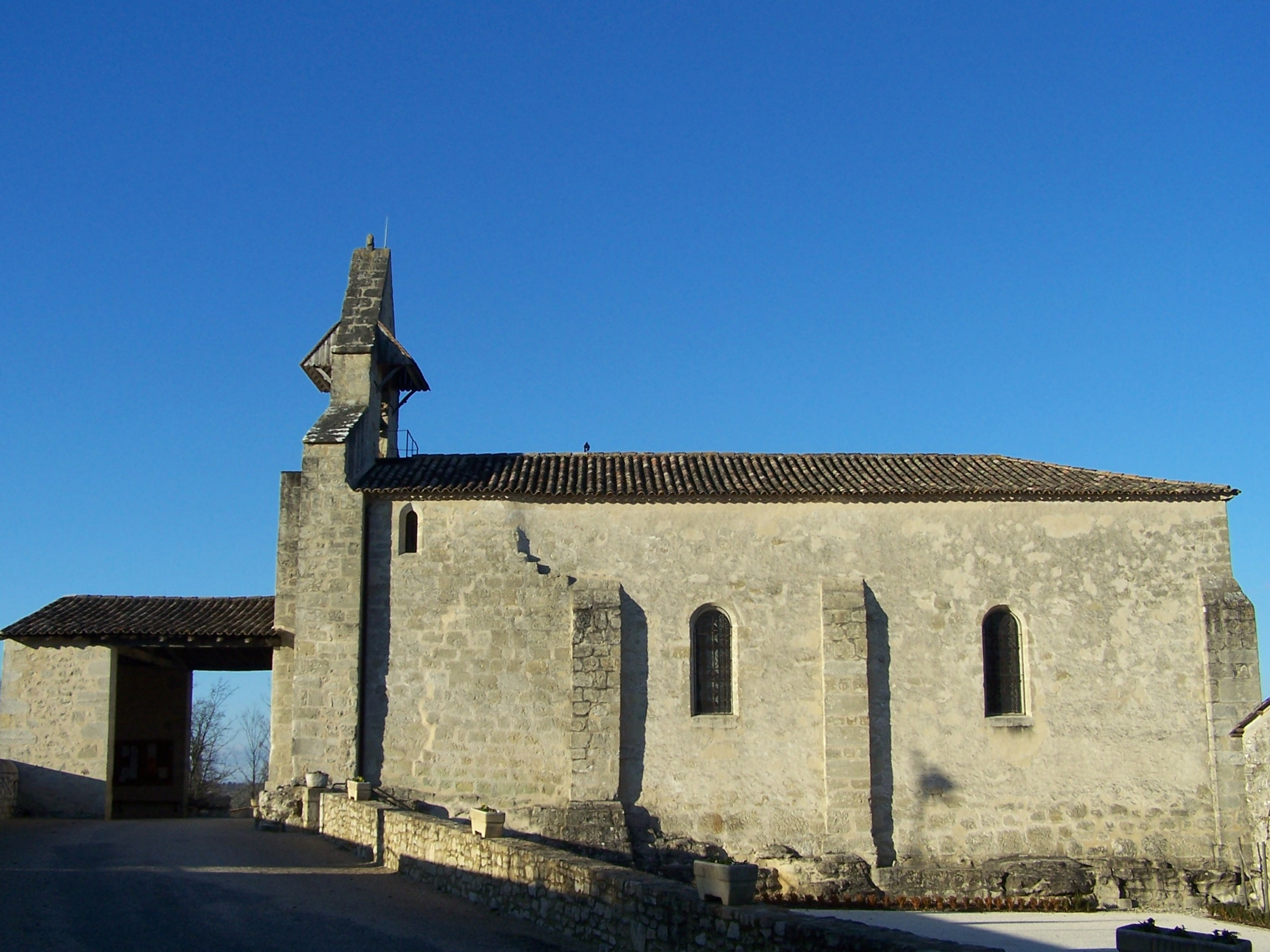
L'église Saint-Jean-Baptiste (fév. 2010)
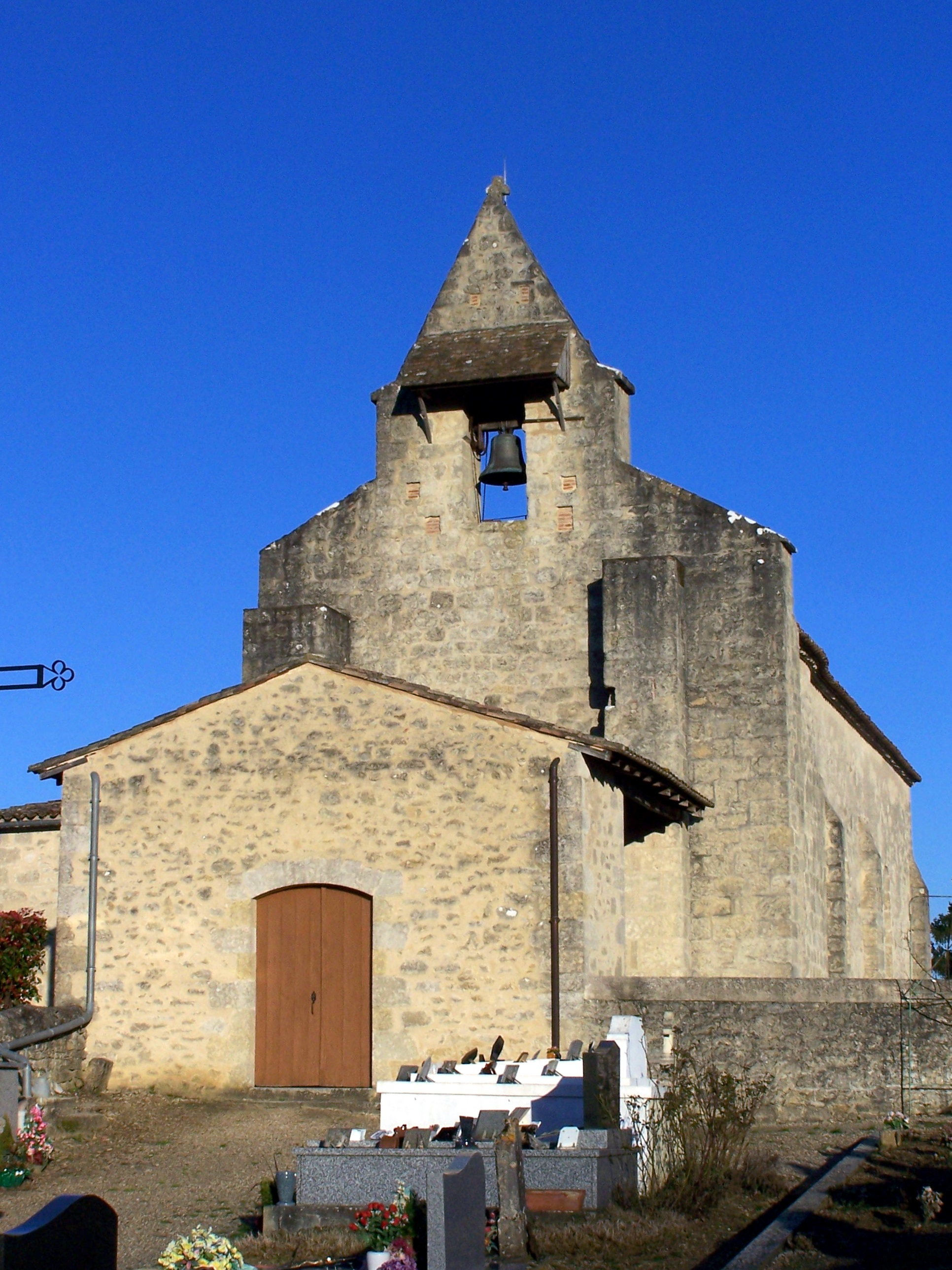
L'église Saint-Jean-Baptiste vue du cimetière (fév. 2010)
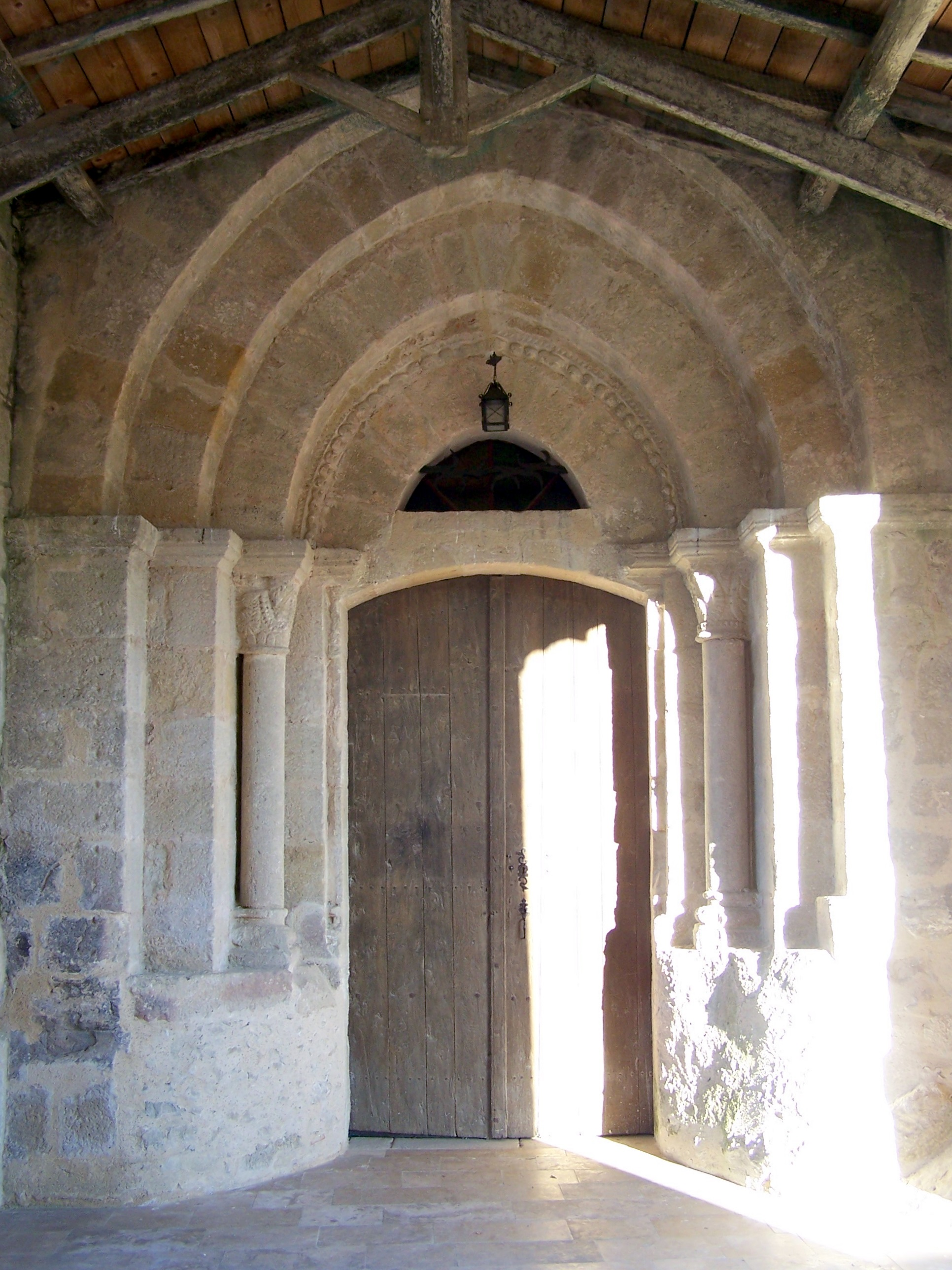
Le portail de l'église (fév. 2010)
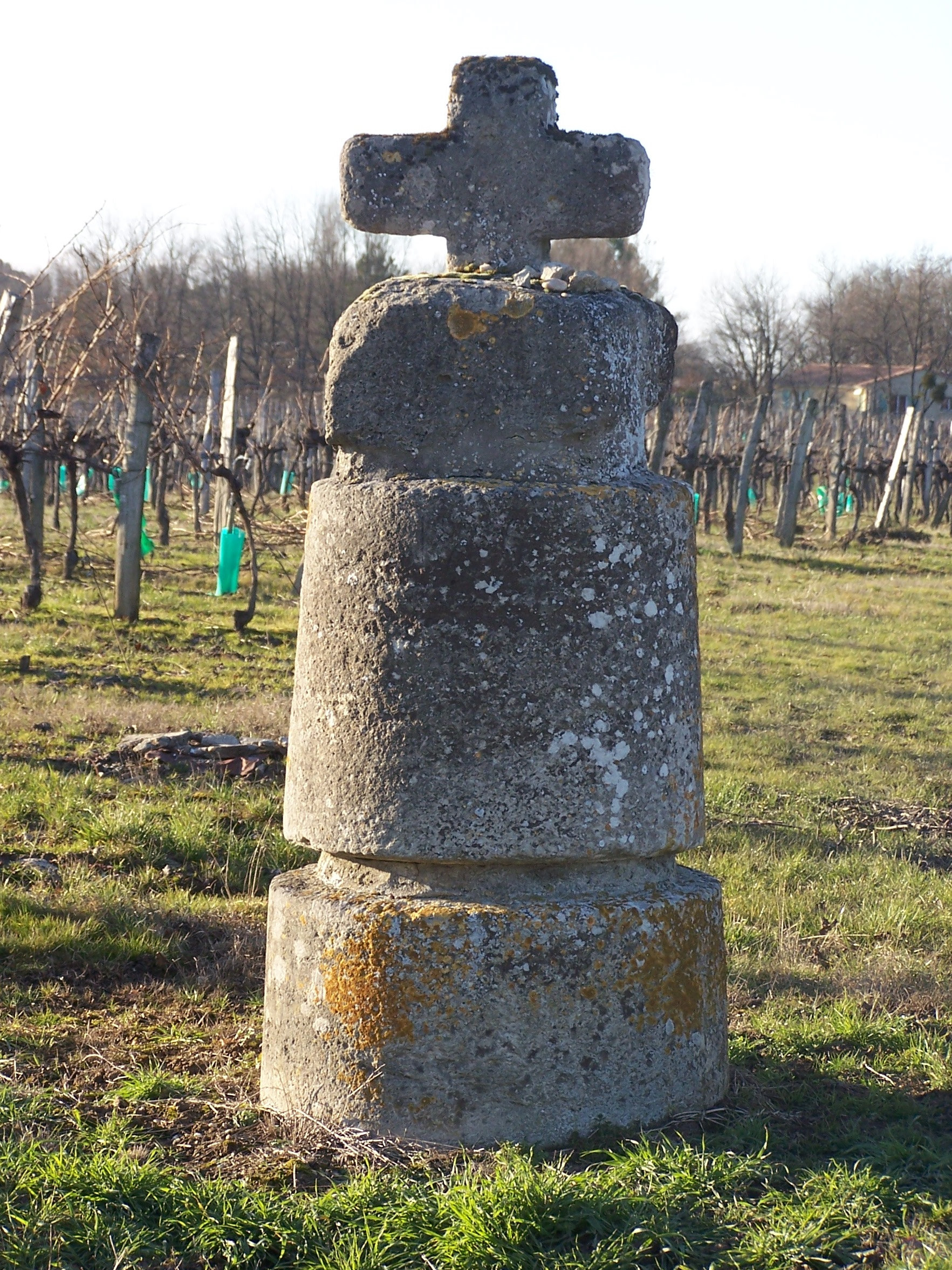
Calvaire sur une route du village (fév. 2010)
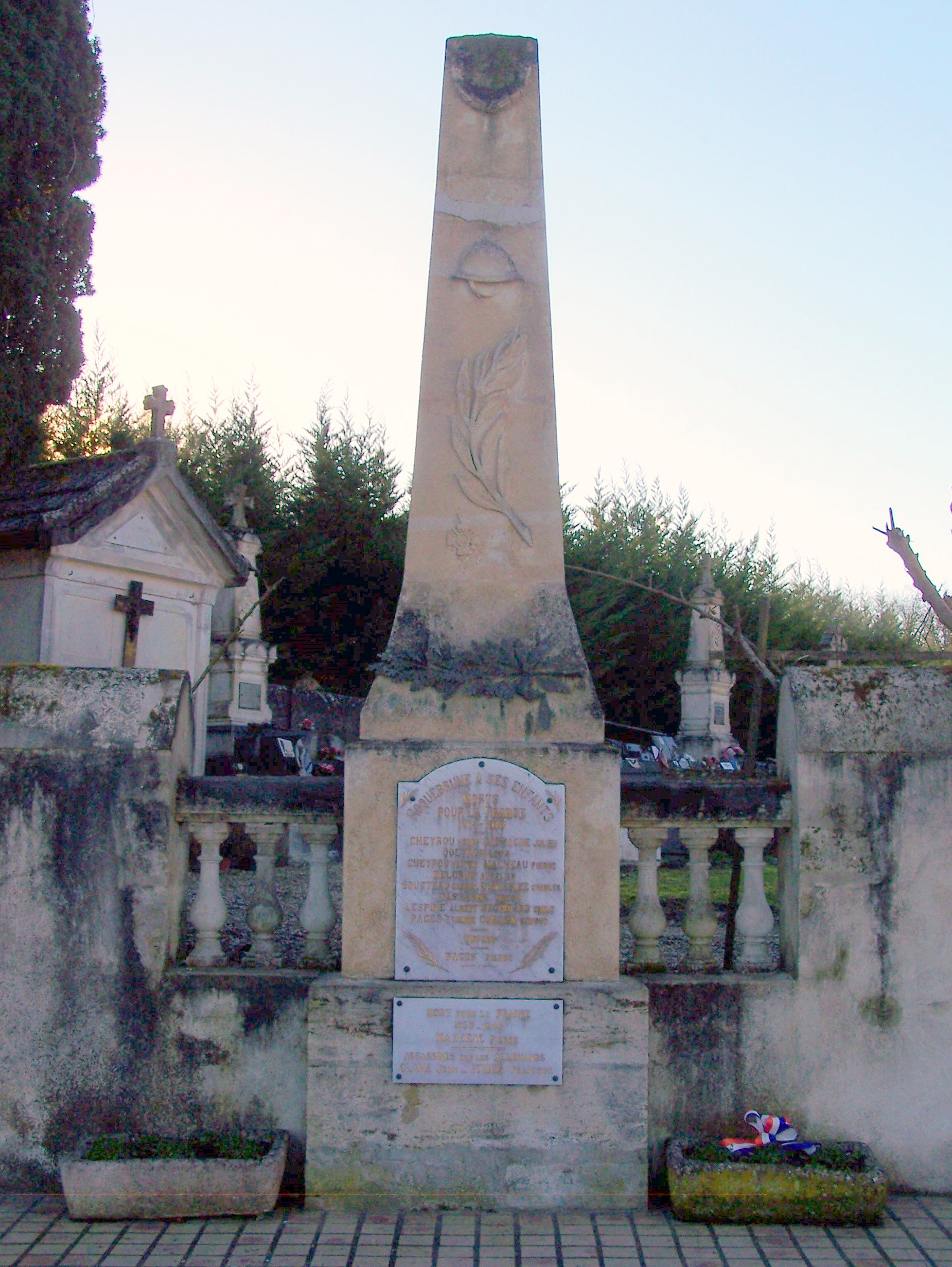
Le monument aux morts le long de l'enceinte du cimetière (fév. 2010)

## Héraldique
| Blason à dessiner | Blason  | D'or à la cotice en barre de sable chargée de trois coquilles d'argent, accompagnée en chef d'un écusson ancien de gueules à la croix de Malte d'argent et en pointe d'un rocher de tenné mouvant d'une rivière ondée d'azur. |
| Blason à dessiner | Détails | Armes parlantes. Adopté le 6 février 2024. |